# Parti de la croisade nationale
Le Parti de la croisade nationale (en espagnol : Partido Cruzada Nacional abrégé PCN), anciennement connu sous le nom de Mouvement de la croisade nationale (en espagnol : Movimiento Cruzada Nacional abrégé MCN), est un parti politique paraguayen fondé en 2018 et dirigé par Paraguayo Cubas (es). En 2018, son chef est élu au Sénat comme seul membre du Mouvement de la croisade nationale, mais est suspendu pour des débordements et des altercations physiques avec des collègues du Sénat.

## Histoire
À la suite des élections générales de 2018, Paraguayo Cubas (es), chef du MCN, est élu au Sénat. En novembre 2019, il en est expulsé pour abus de pouvoir et vandalisme.
En février 2020, le Mouvement de la croisade nationale est rebaptisé en Parti de la croisade nationale. La même année, le parti subi une scission après que certains membres du MCN accusent Paraguayo Cubas, et sa femme, Yolanda Paredes, d'autoritarisme.
Après l'échec du parti aux élections municipales de 2021, Paraguayo Cubas annonce sa démission de la présidence du parti.
À la veille des élections générales de 2023, le parti participe à la création de la Coalition nationale (es), mais l'abandonne rapidement et choisit de participer aux élections de manière indépendante,. Le candidat du parti Paraguayo Cubas est considéré comme un candidat outsider ou rabat-joie de la Concertation nationale. Néanmoins, il gagne le soutien de l'électorat hostile au système politique paraguayen, notamment en prônant la peine de mort pour corruption,.

## Résultats électoraux

### Élections présidentielle
| Année | Candidat        | Voix    | %     | Rang | Élu |
| ----- | --------------- | ------- | ----- | ---- | --- |
| 2023  | Paraguayo Cubas | 692 663 | 23,55 | 3e   | Non |

### Élections législatives
| Année | Voix    | %    | Sièges | Rang |
| ----- | ------- | ---- | ------ | ---- |
| 2018  | 33 417  | 1,41 | 1 / 80 | 7e   |
| 2023  | 331 500 | 8,25 | 4 / 80 | 3e   |

### Élections sénatoriales
| Année | Voix    | %     | Sièges | Rang |
| ----- | ------- | ----- | ------ | ---- |
| 2018  | 58 409  | 2,48  | 1 / 45 | 7e   |
| 2023  | 331 657 | 11,00 | 5 / 45 | 3e   |